# Lagenocarpus junciformis
Lagenocarpus junciformis là loài thực vật có hoa trong họ Cói. Loài này được (Kunth) Kuntze mô tả khoa học đầu tiên năm 1891.